# Julian Lüftner
Julian Lüftner (ur. 11 stycznia 1993 w Zams) – austriacki snowboardzista specjalizujący się w snowcrossie.
Po raz pierwszy na arenie międzynarodowej pojawił się 6 grudnia 2008 roku na trasach szczytu Patscherkofel, zajmując w zawodach FIS Race 40. miejsce w slalomie równoległym. Na olimpijskim festiwalu młodzieży Europy w Szczyrku w 2009 roku zwyciężył w gigancie równoległym. W 2012 roku zajął 18. miejsce w snowcrossie podczas mistrzostw świata juniorów w Sierra Nevada. Na rozgrywanych rok później mistrzostwach świata juniorów w Valmalenco był ósmy.
W Pucharze Świata zadebiutował 7 grudnia 2010 roku w Lech, zajmując 52. miejsce w snowcrossie. Pierwszy raz na podium zawodów tego cyklu stanął 3 lutego 2018 roku w Feldbergu, wygrywając rywalizację w snowcrossie. W zawodach tych wyprzedził dwóch Francuzów: Pierre'a Vaultiera i Kena Vuagnoux. W 2015 roku był dziesiąty na mistrzostwach świata w Kreischbergu. Zajął też 14. miejsce podczas mistrzostw świata w Sierra Nevada w 2017 roku.

## Osiągnięcia

### Mistrzostwa świata
| Miejsce | Dzień       | Rok  | Miejscowość   | Konkurencja | Zwycięzca       |
| ------- | ----------- | ---- | ------------- | ----------- | --------------- |
| 10.     | 16 stycznia | 2015 | Kreischberg   | Snowcross   | Luca Matteotti  |
| 14.     | 12 marca    | 2017 | Sierra Nevada | Snowcross   | Pierre Vaultier |

### Puchar Świata

#### Miejsca w klasyfikacji generalnej snowcrossu
- sezon 2010/2011: 86.
- sezon 2012/2013: 74.
- sezon 2013/2014: 61.
- sezon 2014/2015: 35.
- sezon 2015/2016: 23.
- sezon 2016/2017: 21.
- sezon 2017/2018: 15.
- sezon 2018/2019: 24.
- sezon 2019/2020: 10.

#### Miejsca na podium
1. Feldberg – 3 lutego 2018 (snowcross) - 1. miejsce